# Idaea palniensis
Idaea palniensis là một loài bướm đêm trong họ Geometridae.